# Jedrska nesreča v elektrarni Fukušima-Daiči
Jedrska nesreča v elektrarni Fukušima-Daiči je nastala kot posledica močnega potresa in cunamija 11. marca 2011, ob 15. uri in 42 minut po lokalnem času na Japonskem.
Obsegala je serijo odpovedi opreme, taljenja sredice reaktorjev in izpustov radioaktivnih snovi, kar vse je bilo povezano s potresom in cunamijem, ki sta se zgodila 11. marca 2011.
Elektrarna v Fukušimi je imela šest ločenih vrelno-vodnih reaktorjev, ki jih je načrtovalo in zgradilo podjetje General Electric, vzdrževalo pa jih je podjetje Tokyo Electric Company (TEPCO). Nesreča v Fukušimi je največja jedrska nesreča po Černobilu iz leta 1986, obenem pa je bila od černobilske nesreče bolj zapletena, saj se je okvarilo več reaktorjev, ki pa na srečo v atmosfero niso spustili toliko radioaktivnega sevanja.

## Opis nesreče
V času potresa se je reaktor št. 4 ravno ustavil, reaktorja  št. 5. in št. 6. sta bila v mirovanju za načrtovano vzdrževanje. Preostali reaktorji so se zaradi vklopa varnostnih sistemov pričeli ustavljati, zagnani varnostni sistemi pa so začeli s hladilno vodo ohlajevati reaktorje. Celotna elektrarna je bila poplavljena s 15 metrskim cunamijem, vključno z nizko ležečimi glavnimi generatorji in električnimi stikali v kleti reaktorja. Prav tako je cunami poplavil zunanje črpalke za oskrbo z morsko vodo, ki se uporablja za hlajenje. Priključki elektrarne na električno omrežje so bili uničeni, ko je cunami uničil električne vode, s čimer so bili onesposobljeni vsi varnostni hladilni sistemi. Poplave so ovirale in onemogočale zunanjo pomoč. Zaradi odpovedi vseh virov napajanja hlajenje reaktorjev ni bilo mogoče, zaradi česar se je gorivo pričelo segrevati.
V urah in dneh po nesreči se je jedrsko gorivo v reaktorjih št. 1, št. 2 in št. 3 popolnoma stalilo. Ugotovljeno je bilo, da je bil zgornji del jedra v prvem reaktorju staljen, zaradi tega se je sesedel v spodnjo četrtino jedra, približno ob 15:10 uri po lokalnem času, 12. marca, pa se je jedro reaktorja spet ohladilo, kot je vanj v spodnjem delu vstopila voda. Sredica reaktorja se je nato začela pregrevati, saj je bila morska voda dodana šele ob 20:20 uri. Sosledje dogodkov je vodilo do vodikove eksplozije, ki je uničila zgornji del stavbe pri reaktorjih št. 1, št.  3 in št. 4. Eksplozija v reaktorjih št. 1 in št. 3 je poškodovala tudi reaktor št. 2, velik požar pa je zajel reaktor št. 4. 
Zaradi nesreč naj bi začela voda v hladilnem sistemu iztekati iz reaktorjev in reaktorske sredice se niso več hladile. Tudi izrabljeno jedrsko gorivo, shranjeno v bazenih ob vsakem reaktorju, se je začelo pregrevati, ko je raven vode v bazenih padla na kritično raven. Zaradi nevarnosti radioaktivnih izpustov so oblasti izvedle evakuacije vseh prebivalcem na območju z radijem 20 kilometrov okoli elektrarne,  medtem ko so delavci utrpeli visoko izpostavljenost radioaktivnem  sevanju in so jih izmenično evakuirali v različnih časovnih obdobjih. Generator v bloku 6 je bil ponovno zagnan 17. marca, kar je omogočalo hlajenje reaktorjev št. 5 in št. 6, ki sta bila najmanj poškodovana. Električno omrežje je bilo obnovljeno na posameznih delih elektrarne do 20. marca, vendar je oprema reaktorjev od št. 1 do št. 4, ki so bili poškodovani zaradi poplave, požara in eksplozije, ostala neuporabna. Poplavljena kontaminirana voda je še vedno preprečevala dostop do kletnih prostorov, kjer so bila potrebna obsežna popravila. Delavci so v kletne prostore lahko vstopili šele 5. maja. Meritve, ki jih je opravilo japonsko ministrstvo za znanost in izobraževanje, so kazale sledi radioaktivne kontaminacije na severu Japonske, na območju, oddaljenem 30–50 km od elektrarne, kar je sprožilo veliko zaskrbljenost. Vsa hrana, ki je bila pridelana na tem območju, je bila takoj umaknjena iz prodaje. Na podlagi neodvisnih meritev je bilo ugotovljeno, da so bili izpusti iz Fukušime primerljivi s tistimi iz Černobila leta 1986. Državne oblasti so začasno odsvetovale uporabo vode iz vodovoda, sploh ne za pripravo hrane za dojenčke. Plutonijeve kontaminacije so našli v tleh na dveh lokacijah v okolici elektrarne, vendar so nadaljnje analize pokazale, da gre za doze sevanja, ki so pod mejnimi dovoljenimi vrednostmi. Hospitalizirana sta bila dva delavca, ki sta imela življenjsko nenevarne opekline na gležnjih, ker sta stala v radioaktivni vodi.

## Ocene obsega nesreče
Japonski uradniki so sprva nesrečo ocenili za 4. stopnjo po mednarodni lestvici jedrskih dogodkov (INES), kljub mnenju drugih mednarodnih agencij, da bi morala biti realna ocena višja. Raven je bila nato zvišana na 5. stopnjo in na koncu celo na 7., kar je najvišja stopnja ogroženosti. Japonska vlada in TEPCO sta bila v tujem tisku močno kritizirana zaradi slabe komunikacije z javnostjo, saj naj bi prave rezultate analiz prikrivali in skrivali pravo ogroženost v območju jedrske nesreče. Tuji strokovnjaki so izpostavljali, da bo območje očiščeno jedrskega materiala šele čez več sto ali celo tisoč let. Vodja kabineta Yukio Edano je napovedal, da se bo elektrarna odstranila, ko bo krize konec.

## Tehnični opis elektrarne v Fukušimi
Jedrska elektrarna v Fukušimi je obsegala šest vrelno-vodnih reaktorjev (BWR), ki jih je zgradilo podjetje General Electric. Skupna moč reaktorjev je ocenjena na 4,7 GW (gigavatov), kar uvršča elektrarno Fukušima I med petindvajset največjih elektrarn na svetu. Reaktor št. 1 (moči 439 MWe, tipa BWR3) je bil izdelan leta 1967. Električno energijo za komercialne namene je pričel pridelovati marca leta 1971. Reaktorja št. 2 in št. 3 sta bila oba moči 784 MWE in tipa BWR4. Reaktor št. 2 je pričel delovati julija 1974, reaktor št. 3 pa marca 1976. Reaktorji so bili prvič na protipotresni preizkušnji leta 1978, ko je Japonsko stresel potres v Mijagiju. Vsi reaktorji so bili po potresu takoj pregledani in so očitno ostali povsem nepoškodovani.

### Količine goriva v Fukušimi
V času nesreče je bilo v reaktorjih in osrednjem skladišču toliko gorivih elementov, kot prikazuje spodnja tabela:
| Lokacija                            | Reaktor 1 | Reaktor 2 | Reaktor 3 | Reaktor 4 | Reaktor 5 | Reaktor 6 | Centralno skladišče |
| ----------------------------------- | --------- | --------- | --------- | --------- | --------- | --------- | ------------------- |
| Gorivni elementi (enot)             | 400       | 548       | 548       | 0         | 548       | 764       | 0                   |
| Porabljenih gorivni elementi (enot) | 292       | 587       | 514       | 1331      | 946       | 876       | 6375                |
| Gorivo                              | UOx       | UOx       | UO2/MOX   | UOx       | UOx       | UOx       | UO2/MOX             |

UOx sestavlja uranov dioksid. Toplotna prevodnost uranovega dioksida je zelo nizka v primerjavi z cirkonijem in kadar se temperatura znotraj reaktorja poveča, se toplotna prevodnost zmanjša. 
MOX je mešanica plutonija in osiromašenega urana, ki deluje podobno kot naravni uran in se zato lahko uporablja tudi v tistih reaktorjih, ki so namenjeni zgolj naravnemu uranu.

### Zahteve hlajenja
Jedrski reaktor proizvaja toploto s cepitvijo težjih jeder, običajno urana 235, v verižni reakciji. Reaktorji še naprej ustvarjajo toploto tudi po tem, ko se verižna reakcija ustavi zaradi radioaktivnega razpada nestabilnih izotopov cepitvenih produktov, ki so nastali kot produkti pri razcepu jeder goriva. Toplota, ki se generira kot posledica teh razpadov, je v jedrski tehniki znana pod imenom zakasnela toplota in takoj po zaustavitvi verižne reakcije dosega približno 7% termične moči reaktorja, s časom pa se eksponentno zmanjšuje. Razpada nestabilnih izotopov in zakasnele toplote ni mogoče ustaviti, zato je potrebno ugasnjen reaktor sprva aktivno hladiti, da bi preprečili taljenje sredice. Izrabljene gorivne palice zaradi zakasnele toplote nekaj let skladiščijo v bazenu za izrabljeno gorivo, preden jih je mogoče varno prenesti v suho skladiščenje. Za varno odstranitev je potrebno v reaktorju še naprej krožiti hladilo preko gorivnih palic in okoli izrabljenega jedrskega goriva. V sredici reaktorja se obtok hlajenja doseže z uporabo visokega tlaka, ki črpa vodo skozi reaktorske tlačne posode v toplotne izmenjevalce. Ti sistemi prenesejo toploto v sekundarni izmenjevalec toplote s posebnim vodnim sistemom, ki je nato izčrpan v morje ali stranske ohlajevalne stolpe. Da hladilna voda kroži tudi, ko je reaktor zaprt in ne more proizvajati električne energije, se črpalka napaja z drugimi enotami, ki delujejo na samem kraju. Poleg tega imajo reaktorji vgrajen tudi posebni parni pogon, zaradi katerega lahko hlajenje nemoteno deluje ob večjem izpadu elektrike. Parne turbine so zato manj odvisne od zasilnih generatorjev, pomanjkljivost pa je v tem, da parne turbine proizvajajo paro le toliko časa, dokler reaktor proizvaja paro. Ko je hladilna voda v četrtem reaktorju ogreta do vrelišča, ima hladilni sistem sposobnost, da zavreto vodo izpari. Kapaciteta v elektrarni Fukushima omogoča izparevanje približno 70 ton vode na dan (12 litrov na minuto), kar postavlja sistem za enega najboljših na Japonskem. Razlog, da je hlajenje tako bistvenega pomena za jedrski reaktor je to, da je veliko notranjih sestavnih delov in obloge goriva iz cirkaloja, cirkonijeve zlitine, ki ima podobne strukturne lastnosti kot jeklo, a bistveno manj absorbira nevtrone. Pri normalnih temperaturah obratovanja (približno 300°C) je cirkaloj inerten. V primeru, da se hladilna voda v reaktorju segreje nad 500°C, pa lahko voda in zirkaloj eksotermno reagirata in kot posledica pa se tvori plinast vodik.

### Zgodovina varnosti
Jedrska elektrarna Fukušima je bila znana po številnih škandalih in aferah, zaradi česar je odstopilo veliko število vodstvenih delavcev korporacije TEPCO. Vsi ti škandali so privedli do številnih razkritij o nepravilnostih delovanja elektrarne. Leta 2002 je TEPCO priznal, da so ponarejevali podatke o varnosti reaktorjev, zaradi česar je morala družba zapreti kar 17 reaktorjev po celi Japonski.  Kasneje je bilo ugotovljeno, da distribucijska pot od ventilov jedrskega reaktorja do električnih skladišč ni bila pregledana kar 11 let. Inšpekcijski pregledi niso zajemali naprav povezanih s hladilnimi sistemi, električnimi generatorji in vodnimi črpalki, zato je bila morebitna ogroženost ves čas na visoki stopnji. To je povzročilo, da je bila v zadnjih letih jedrska elektrarna v Fukušimi pod velikim drobnogledom svetovne javnosti. Tuji inšpektorji so se pregleda lotili natančno ter vsa odstopanja in neskladje so morale biti rešene v čimkrajšem času.
Poleg vseh teh nepravilnosti, je mednarodna agencija za jedrsko energijo (IAEA) poročala tudi zaskrbljenost glede proti potresne varnosti velike večine japonskih elektrarn. Na srečanju glede jedrske varnosti leta 2008 v Tokyu, so številni neodvisni strokovnjaki ugotovili, da bi lahko potres z magnitudo nad 7.0  številnim elektrarnam prizadejal poškodbe, ki bi lahko predstavljale veliko jedrsko nevarnost. Na Japonskem je strah pred močnejšimi potresi, ki bi lahko poškodovali jedrske elektrarne prisoten že ves čas, zato so nekatere jedrske elektrarne že zaprli, v veliki večini pa so morali protipotresne sisteme dodatno okrepiti in testirati. Zadnji rezultati so že nakazovali boljšo varnost v primeru katastrofalnega potresa, seveda pa bi bilo v primeru potresa apokaliptičnih razsežnosti najverjetneje tudi to premalo.

### Po cunamiju
Do potresa je prišlo v petek 11. marca, okoli 14.45 ure. Epicenter potresa je bil v bližini otoka Honšu, izmerjena magnituda je znašala približno 9,0. Potres je povzročil precej gmotne škode, še večji udarec pa je Japonski prizadejal cunami, ki je celino dosegel 50 minut kasneje. Elektrarna Fukušima je bila zasnovana proti močnejšim potresom, proti tako visokem cunamiju, ki je sledil v tem primeru, pa je bila nemočna. Tudi reaktorji so bili dobro zaščiteni proti potresu, ki je le delno poškodoval zgradbo, medtem, ko je bila zaščita pred visokim valom preslaba.
Cunami je meril 13-15 metrov v višino in je zlahka predrl skozi zgolj 6 metrsko zaščito. Voda je v trenutku poplavila kleti, kjer so bile nameščene turbinske črpalke, ustavila je tudi zasilne generatorje. Vsa električna napeljava v elektrarni se je ugasnila in voda je nemoteno vdrla v zgradbo. V času poplave je TEPCO takoj obvestil organe, kot zahteva zakon. Oblasti so poslale signal o nevarnosti pred jedrsko nesrečo, nihče pa ni vedel kako hudo je zares, saj so vsi informativni monitorji ob poplavi odpovedali. Druga elektrarna v Fukušimi (Fukušiima Daini), ki je bila prav tako prizadeta ob cunamiju, je bila poprej že ustrezno nadgrajena, zato tam poplava bistvene škode ni naredila. Pri vzpostavitvi elektrike so se pri elektrarni Fukušima Daiči povezali s Fukušima Daini in tako pričeli s prvo fazo črpanja naplavljene vode.

### Žrtve
Mediji so poročali o najmanj dveh mrtvih delavcih TEPCO-a zaradi uničujočega potresa in posledično cunamija. 45 pacientov je bilo težje poškodovanih ob evakuaciji, veliko pa jih je bilo dehidriranih. New York Times je poročal o petih žrtvah potresa v elektrarni, mnogo naj bi bilo poškodovanih, dva delavca pa sta bila pogrešana. Enajst delavcev je bilo poškodovanih ob eksploziji vodika v reaktorju 3, nekaj med njimi je bilo izpostavljenih neposrednem radioaktivnem sevanju. Japonska vlada je poročala, da so po radioaktivnem sevanju pregledali 160.000 ljudi in pri nobenem ni bilo odkritega sevanja, ki bi lahko vplivalo na zdravje. 
Aprila 2011 je ameriška agencija za energijo podala rezultate in projekcije radioaktivnega tveganja v naslednjih letih. Bistvenih obremenilnih rezultatov niso odkrili.  Nekaj več sevanja v ozračju in zemlji v radiju 50 km je bilo moč izmeriti, vendar v minimalnih enotah, ki človeškega zdravja ne ogrožajo.

## Enota 1 reaktor
11. marca je Reaktor 1 uspešno prestal potres, kjub temu da so evakuirani delavci poročali o močnih tresljajih znotraj stavbe in razpokah na stenah znotraj reaktorja. Ob 15.37 so zaradi potresa odpovedali vsi generatorji, delovale so samo še zasilne baterije in nekateri varnostni sistemi. Šele kasneje je bilo ugotovljeno, da so zaradi cunamija odpovedale tudi zasilne baterije. TEPCO je hitro proglasil jedrsko nevarnost v reaktorjih 1 in 2, saj se reaktor ni primerno hladil.
Alarm je bil začasno preklican, ko je bilo za enoto 1 spremljanje nivoja vode obnovljeno. Ob 17:07 je bil ponovni alarm. Potencialna radioaktivna para je bila spuščena iz primarnega kroga v sekundarno zaprto območje, da bi zmanjšali visok pritisk.
Po izgubi moči in ugasnitvi reaktorja, se je na začetku enota 1 ohladila in sicer z uporabo ločevalnega kondenzacijskega sistema. Približno 10 minut po potresu, so TEPCO operaterji odstranili oba ločevalna kondenzatorja enote 1 in namesto tega so se odločili za aktivacijo HPCI (visokotlačna hladilna injekcija) sistem z namenom ohladitve reaktorja ter ob 15:07 je bil aktiviran sistem jedrnega oblaka z namenom ohladitve zatiralnega bazena.
Operaterji niso bili sposobni aktivirati ločevalnih kondenzatorjev dolgo časa po cunamiju (več kot 30 minut). Po tem času so kondenzatorji iz neznanega razloga delovali v presledkih. Kondenzatorji so bili oblikovani tako, da bi morali uspešno hladiti enoto 1 najmanj 8 ur in ni znano, kako učinkoviti so bili. Po tem bi bilo potrebno napolniti kondenzatorje rezervoarja, ki pa so pod atmosferskim pritiskom (zahtevana je nizka črpalna glava). Na podlagi oblike, bi morali ločevalni kondenzatorji odvrniti vročino od reaktorja in jo preusmeriti iz primarnega zadrževalnika v atmosfero ampak z omejenim in neobstoječim delovanjem, ohlajevanje jedra in zadrževalnika ni bilo uspešno. Ob polnoči se je zniževal nivo vode v reaktorju, zato je TEPCO razglasil nevarnost radioaktivnega spusta. V zgodnjih urah 12. marca je TEPCO poročal, da se zvišuje hitrost doze v stavbi turbine enote 1 in razmišljajo, da bi v atmosfero spustili nekaj visokega pritiska, kar bi povzročilo izpust radioaktivih snovi. Sekretar glavnega kabineta Yukio Edano je zjutraj povedal, da bi bila vrednost morebitne radioaktivnosti za tem majhna in da bi jo prevladujoči vetrovi odpihnili v morje. Ob 02:00 je bil po poročanju pritisk reaktorjevega zadrževalnika 600 KPa (6 bar), za 200 KPa višji kot v normalnih okoliščinah.  Po poročanju je bil tudi ob 05:30 pritisk v notranjosti reaktorja 1, za 2,1 krat normalnega nivoja, 820 KPa.
12. marca med polnočjo in 11:00 dopoldne se je končalo delovanje hlajenja in na tej točki je TEPCO začel olajšati pritisk in dovajati vodo. V tem času je zaposleni delavec enote 1 prejel dozo 106 mSv in je bil kasneje poslan v bolnišnico na ocenitev njegovega stanja.
Naraščujoča temperatura v zaprtem območju je privedla do povečanja pritiska. Elektrika je bila potrebna tako za hlajenje vodne črpalke kot za prezračevalne ventilatorje, ki se uporabljajo za pogon plinov skozi toplotne izmenjevalnike v zaprtem območju. Spust plina iz reaktorja je potreben, če pritisk postane previsok in je v korist hlajenja reaktorja, ko voda zavre. Ampak to tudi pomeni, da je bila ohlajena voda izgubljena in da jo je potrebno nadomestiti. Če ni bilo nobene poškodbe na gorivnih elementih, naj bi bila voda v reaktorju le rahlo radioaktivna.
12. marca ob 07:00 so TEPCO v izjavi za javnost navedeli, da so meritve radioaktivnih snovi (jod in drugi), pokazale povečano vrednost v primerjavi z normalnim nivojem. Povišana vrednost v primerjavi z normalnim nivojem, se je pokazala tudi v spremljanju ene od objav. 12. marca ob 04:00 se je hitrost doze, evidentirana na glavnih vratih, povečala iz 69 nGy/h (za gama sevanje, kar je enako kot 69 nSv/h) na 866 nGy/h in sicer 40 minut kasneje preden je dosegla najvišjo vrednost 0.3855 mSv/h ob 10:30.
Ob 13:30 so zaposleni odkrili radioaktivni cezij 137 in jod 131 v bližini reaktorja 1, kar je pomenilo, da je poškodovano nekaj jedrskega goriva. Raven hladilne vode je padla za toliko, da je bil ogrožen del goriva in bi zato lahko prišlo do delnega taljenja. Nivo radioaktivnosti je bil na meji omejitve.
14. marca se je hitrost doze še naprej povečevala na območju, z merjenjem ob 02:20 z intenzivnostjo 0,751 mSv/h na eni lokaciji in ob 02:40 z intenzivnostjo 0,650 mSv/h na drugi lokaciji v območju. 16. marca je bila izmerjena največja hitrost doze,  10,850 mSv/h.

### Eksplozija
12. marca ob 07:00 JST je premier Naoto Kan vprašal direktorja elektrarne Masao Yoshida, zakaj njegovi delavci niso odprli ventilov za sproščanje povečanega pritiska pare znotraj reaktorja. Yoshida je odgovoril, da niso mogli odpreti električnih ventilov, ker so ostali brez elektrike ter je visoka hitrost doze preprečevala, da bi lahko poslal delavce, da ročno odprejo ventile. Kljub vsemu je TEPCO ob 09:15 poslal delavce, da ročno odprejo ventile, saj sta se pritisk in temperatura vztrajno povečala. Visoko sevanje je upočasnilo delo in ventili niso bili odprti vse do 14:30.
12. marca ob 15:36 je eksplodiralo v stavbi reaktorja enote 1. Stranske stene zgornjega nivoja je odpihnilo stran. Ostala je samo navpično oblikovana jeklena mreža. Na južni strani se je podrla streha in prekrila tla ter nekaj naprav. Stene so bile relativno nedotaknjene v primerjavi s kasnejšo eksplozijo v enotah 3 in 4. Video prikaz eksplozije je pokazal, da je bila eksplozija prvotno usmerjena s strani.
Streha stavbe je bila oblikovana za zaščito notranjega območja pred vremenskimi vplivi in ne za visok pritisk ob eksploziji. V reaktorjih Fukushima 1 je primarno zadrževanje sestavljeno iz drywell in wetwell betonskih konstrukcij pod najvišjim nivojem v neposredni bližini reaktorske tlačne posode. Sekundarno zadrževanje vključuje najvišje nadstropje z bazeni napolnjeni z vodo za shranjevanje svežega ali izrabljenega goriva in za shranjevanje izrabljenega orodja in strukture.
Strokovnjaki so se kmalu strinjali, da je bil vzrok eksplozija vodika. Skoraj zagotovo je vodik nastajal v notranjosti reaktorske posode in sicer zaradi padca nivoja vode, zaradi česar je narasla temperatura cirkaloja in posledičnega proizvajanja vodika, ki se je odvajal v zadrževalni hram.
Uradniki so ugotovili, da je primarnost zadrževanja v reaktorju ostala nedotaknjena in da ni bilo veliko uhajanja radioaktivnih snovi, čeprav je bila povečana stopnja sevanja po eksploziji. Vendar pa poročilo za ugotovljanje dejstev navaja, da obstaja možnost, da je bilo dno RPV-ja poškodovano in bi lahko nekaj goriva padlo in se nabiralo na tleh D/W-ja (nižji podstavek). Fukušimini strokovnjaki so poročali o stopnji sevanja v tovarni, ki je dosegla 1,015 mSv/h. 13. marca je IAEA poročal, da so bili štirje delavci poškodovani v eksploziji reaktorja enote 1 in poročali o treh poškodbah v drugih incidentih na drugih mestih. Prav tako so poročali o delavcu, ki je bil izpostavljen sevanju, višjem od normalnega nivoja radioaktivnosti ampak je nivo padel pod situacijo za nujne primere.

### Morska voda za hlajenje
12. marca ob 20:05 je japonska vlada odredila, da se vbrizga morska voda v enoto 1, v novem prizadevanju ohladitve reaktorjevega jedra.  To je bila zadnja možnost. TEPCO je ob 20:20 začel s hlajenjem z morsko vodo in dodal borovo kislino kot nevtronski absorber, z namenom, da bi preprečil kritično nesrečo. Napolnitev vode v reaktorjevo sredico naj bi trajala od pet do deset ur, kar pomeni, da bi se reaktor ohladil v približno desetih dneh. Dovod vode v tlačno posodo reaktorja so omogočala gasilska vozila s strani gasilske brigade. 14. Marca ob 01:10 je bil dovod morske vode ustavljen za dve uri, ker je zmanjkalo vse razpoložljive vode v bazenih obrata (podobno je bil ustavljen dovod v enoti 3). NISA je poročala, da je bilo med razkritjem uničenih 70% gorivnih palic.
18. marca je bila nameščena nova razdelilna plošča v pisarno, ki meji na enoto 1, za dobavo elektrike prek enote 2, ko je bila dva dni kasneje ponovno priključena na prenosno omrežje. 21. Marca se je nadaljevalo z vbrizgavanjem morske vode prav tako je bila popravljena nadzorna instrumentacija. 23. Marca je postalo možno vbrizgavanje vode v reaktorjevo sredico z uporabo krmilnega vodnega sistema, kar je bilo boljše od gasilskih vozil, ki je dvignilo pretok vode od 2 do 18 m3/h (kasneje se je zmanjšalo na 11m3/h in nadalje za zmanjševanje nabiranja onesnažene vode) in 24. Marca se je ponovno vzpostavila razsvetljava v osrednji operativni sobi.
Glede na CNN je bilo tako kot 24. marca mišljeno, da je bazen izrabljenih goriv v celoti ali pa delno izpostavljen. Zaradi vbrizgavanja morske vode se je povečal pritisk v reaktorju, katerega posledica je bila izpust pare in kasneje ublažitev z zmanjšanjem pretoka vode. Po poročilih je bila tudi rast temperature samo začasna.  TEPCO je utekočinil nekaj pare v vodo v bazen izrabljenega goriva.
Ocenjeno je bilo, da je več kot 26 ton morske soli možno nakopičiti v reaktor enote 1 in dvakrat toliko v enoti 2 in 3. Ker sol maši hladilne cevi in razjeda katode cirkonijev oksid gorivnih palic, je bila uporaba sveže vode za hlajenje, največja porioriteta.

### Stabilizacija reaktorja
Zaradi težav z rjavenjem, ki jo je povzročala slana voda in mašitev cevi s soljo, je bila sveža hladilna voda transportirana s tovornim čolnom v Fukushimo.
24 marca je bila električna energija (prvotno iz začasnih virov vendar off-site moč, uporabljena 3. aprila) ponovno vzpostavljena v delih enote, pri čemer je bila ponovno vzpostavljena razsvetljava v osrednji kontrolni sobi.
25. marca je bila sveža voda ponovno na voljo za dodajanje reaktorju namesto slane vode, medtem, ko se je delo nadaljevalo s popravljanjem enote hladilnega sistema. 1890 m3 (500,000 USgal) sveže vode je bilo prepeljane na območje obrata s strani tovornega čolna ameriške vojske. 29. marca so bila gasilska vozila, ki so jih uporabili za dovajanje vode v reaktor, zamenjana z električnim pogonom črpalk.
28. marca so pričeli s črpanjem z cezijem in jodom kkontaminirane vode iz kletnih območij. To vodo so shranili v kondenzacijske sisteme. 29. marca je bilo črpanje ustavljeno zaradi tega, ker so bili kondenzacijski rezervoarji skoraj polni in načrt je bil, da vodo preusmerijo v cisterne tlačnega bazena z valovi.
7. aprila je TEPCO pričel z vbrizgavanjem dušika v tlačno posodo, kar naj bi po pričakovanjih zmanjšalo verjetnost nadaljnje eksplozije vodika. Od takrat naprej je vbrizgavanje potekalo in se je ponavljalo tudi v drugih enotah v Fukushimi. Kasneje, na dan 7. aprila pred velikimi popotresnimi sunki se je temperatura v jedru reaktorja nepričakovano povzpela na 260 °C. Vzrok za to ni bil znan. 8. aprila je temperatura padla na 246 °C. 27. aprila je TEPCO spremenil svojo oceno poškodovanosti goriva v enoti 1 iz 55% na 70%.
17. aprila so za vstop v stavbo reaktorja uporabili robota na daljinsko upravljanje. Opravili so veliko pregledov in ugotovili, da 29. aprila ni bilo znatnega puščanja vode iz tlačne posode.
23. in 26. aprila je bilo zaskrbljujoče dejstvo, da so gorivne palice v enoti 1, izpostavljene zraku, kar je povzročilo, da je TEPCO začel razmišljati o napolnitvi tlačne posode z vodo za hlajenje reaktorja, kljub skrbi za celovitost stavbe. Kakorkoli že, prizadevanja so bila upočasnjena pri merjenju sevanja enote 1 tako visoko kot 1,120 mSv/hr. 13. Maja je TEPCO napovedal, da bo nadaljeval z načrtom polnjenja tlačne posode kljub možnosti lukenj, ki bi jih povzročilo raztapljanje gorivnih elementov, prisotnih v tlačni posodi. TEPCO je pričakoval, da se bo ob povečani količini črpane vode v enoto 1 lahko nadomestila kakršno koli uhajanje iz lukenj, vendar se je 15. Maja odločil za opustitev tega načrta, ko je odkril, da je klet v enoti 1 že na pol poplavljena.
5. maja so v stavbo reaktorja namestili ventilacijske sisteme z namenom čiščenja visoko radioaktivnega zraka zajetega v stavbi reaktorja.
12. maja je merilnik vode v reaktorju izmeril in se je pozneje tudi izkazalo, da je bil nivo vode nižji kot je bilo predvideno, da bo (ko je nivo vode prešel na nižjo raven merilnika).
13. maja se je začelo pripravljalno delo na namestitvenih delih stavbe reaktorja. Gradbena dela so se pričela 28. Junija.
20. maja so v stavbo vstopili delavci in potrdili nivo vode in sevanja v reaktorju.
Od 2. julija naprej je bil reaktor hlajen z uporabo sladke vode, prečiščene s čistilno napravo.
21. avgusta je TEPCO poročal, da so v petek 19. Avgusta, vsi toplotni senzorji enote 1 izmerili manj kot 100 stopinj Celzija. Ko bodo drugi cilji izpolnjeni, bo enota 1 dosegla nivo hladne zaustavitve.

### Možnost kritičnosti
Poročilo 13-ih opazovanj nevtronskih žarkov 1,5 km jugozahodno od obrata številka 1 in dveh reaktorjev, od 13. do 16. marca, je pokazalo, da se je povečala možnost jedrske cepitve po začetni hitri zaustaitvi reaktorjev na Fukušima Daiči. 16. Marca so poročali, da bi bile lahko gorivne palice v bazenu izrabljenih goriv v enoti 4 izpostavljene zraku, kar je pokazatelj možnosti začetka cepitve v tem gorivnem bazenu. Kasnejša poročila o izjemno visokem nivoju joda-134, so potrdila to teorijo, saj je zelo visok nivo joda-134 pokazatelj cepitvenih reakcij. Prav tako je isto poročilo pokazalo visoko vrednost klora-38, na podlagi katerega so nekateri jedrski znanstveniki izračunali, da se je pojavila cepitev v enoti 1. Kljub navedbam TEPCO-ta, da je bilo poročilo meritev joda-134 napačno, je IAEA priznala analizo klora kot veljavno teorijo pokazatelja cepitve, s tem, ko so na novinarski konferenci podali izjavo, da je stopljeno gorivo v enoti 1 reaktorske zgradbe lahko povzročitelj izoliranih nenadzorovanih verižnih jedrskih reakcij. Kakorkoli že, TEPCO je izrazil svojo skrb nad točnostjo poročila o visoki vsebnosti joda in klora s formalnim vračilom poročila dne 21. aprila, ki je izločilo oba, tako izjemno visoko raven joda-137 kot nivo klora-38, kot dokaz kritičnosti. TEPCO ni komentiral skrbi kritičnosti, ko je umaknil svoje poročilo. IAEA pa ni umaknila njegovih komentarjev in so nekateri nepristranski strokovnjaki ugotovili najnovejše meritve nivoja joda-134 , ki je bil višji od pričakovanega.

### Taljenje
12. maja so inženirji korporacije TEPCO potrdili, da se je pojavilo taljenje in da je staljeno gorivo padlo na dno reaktorjeve tlačne posode. Javna služba je povedala, da so gorivne palice reaktorja enote 1 v celoti izpostavljene z nivojem enega (3,3 čevljev) metra vode, pod temelji skupka goriva.
Glede na poročilo japonskih novinarjev so luknje v temeljih tlačne posode in se je po vsej verjetnosti večino goriva stopilo. Najverjetneje je jedrsko gorivo steklo v tlačno posodo, ki je bila poškodovana v eksploziji med krizo. To je vzrok za negativno kritiko japonske vlade in TEPCO-ta in sicer za to, ker sta konstantno podcenjevali resnost situacije.
Operater je našel poplavljeno klet z 4,2 metra vode. Delavcem je bilo onemogočeno opazovanje poplavne situacije zaradi visokega nivoja sevanja iz vode.
TEPCO je ocenil, da je bilo jedrsko gorivo izpostavljeno zraku manj kot pet ur po potresnem udarcu. Gorivne palice so se raztapljale zelo hitro, ko je notranja temperatura jedra dosegla 2,800 °C v šestih urah. V manj kot 16-ih urah, se je jedro reaktorja stopilo in padlo na dno tlačne posode in z gorenjem naredilo luknjo skozi posodo. V tem času se je voda črpala v reaktor, v upanju in trudu, da bi preprečili najhujši scenarij – taljenje pregretega goriva , njegova pot skozi zadrževalnik in spuščanje velikih količin radionuklidov v okolje. Junija je japonska vlada potrdila, da je v enoti 1 prelomljena reaktorska posoda in tako se že mesece po nesreči nadaljuje iztekanje načrpane hladilne vode.

### Izrabljeno gorivo v bazenu reaktorja 1
Od 31. marca je bila dodana dodatna morska voda v bazen izrabljenega goriva, prvotno z uporabo betonske črpalke. Sveža voda je bila uporabljena od 14. maja. Kakorkoli že, 29. maja je bila voda lahko vbrizgana z uporabo začasne črpalke in vrsto hlajenja bazena izrabljenega goriva (FPC).
10. avgusta so v bazenu izrabljenega goriva preklopili iz sistema vbrizgavanja vode – ki je funkcioniral 5 mesecev, v sistem krožnega hlajenja. Prvič po nesreči 11. marca, so vsi štirje poškodovani reaktorji na območju uporabljali sistem krožnega hlajenja s toplotnimi izmenjevalci.

## Enota 2 reaktor
Dva dizelska generatorja sta v času po potresu delovala brez težav in vsi hladilni sistemi so dobro delovali. Visokotlačni hladilni sistemi so dobro hladili in nadzorovali jedro, vseeno pa se je ob 15.00 aktiviral še sistem za odvajanje toplote. Ko je cunami dosegel elektrarno so vsi sistemi in zasilni generatorji prenehali z delovanjem.

## Enota 3 reaktor
Po odpovedi reaktorja, so operaterji aktivirali izolacijo jedra s sistemom RCIC, prav tako so aktivirali ostale sisteme za odvajanje toplote. Vendar pa ni znano ali so bili sistemi zagnani še pred cunamijem.  Črpalke RHRS in CS so bile ob cunamiju skoraj popolnoma uničene. Ob pomoči zadnjih zasilnih baterij, je sistem RCIC deloval še toliko, da je nadziral temperaturo vode v reaktorju.

## Enota 4,5,6 reaktor
Ko se je nesreča v Fukušimi začela, je bil reaktor 4 prazen in vse gorivne palice so bile prestavljene v skladišče, kjer so hranjeni porabljeni jedrski materiali. 15. Marca je eksplozija uničila četrto nadstropje reaktorja 4. Japonska jedrska agencija NISA je poročala o dveh velikih luknjah na zgradbi reaktorja 4. Mediji so poročali, da je hladilna voda pričela vreti in da lahko prihaja do izpustov radioaktivnih snovi v ozračje.
Tudi reaktorja 5 in 6 sta bila nedelujoča v trenutku potresa, a sta bila polna jedrskega materiala. Že takoj so alarmne naprave zaznale možne okvare v delovanju, zato so reaktorja 5 in 6 hitro ohladili in primerno nadzorovali.